# Psalmopoeus cambridgei
Psalmopoeus cambridgei (manchmal Grüne Trinidad-Vogelspinne genannt) ist eine Webspinne aus Trinidad. Sie gehört zu der Familie der Vogelspinnen (Theraphosidae). Sie ist die größte Art in der Gattung Psalmopoeus. Aufgrund ihrer Musterung auf dem Hinterleib, die an das Chevron bei Uniformen erinnert, heißt sie im Englischen auch Trinidad Chevron Tarantula. Beschrieben wurde diese Art von Reginald Innes Pocock im Jahr 1895. Der Artname wurde zu Ehren seines Freunden und Kollegen Frederick Octavius Pickard-Cambridge gewählt. Sie ist eine baumbewohnende Spinne und kommt im nördlichen Regenwaldgebiet von Trinidad vor. Die Art wird häufig in Terrarien gehalten und ist einfach nachzuzüchten. Nachzuchten werden deshalb häufig im Tierhandel angeboten. Ein Biss dieser Spinne ist aufgrund der Wirkung ihres Giftes sehr schmerzhaft.

## Lebensraum und Lebensweise

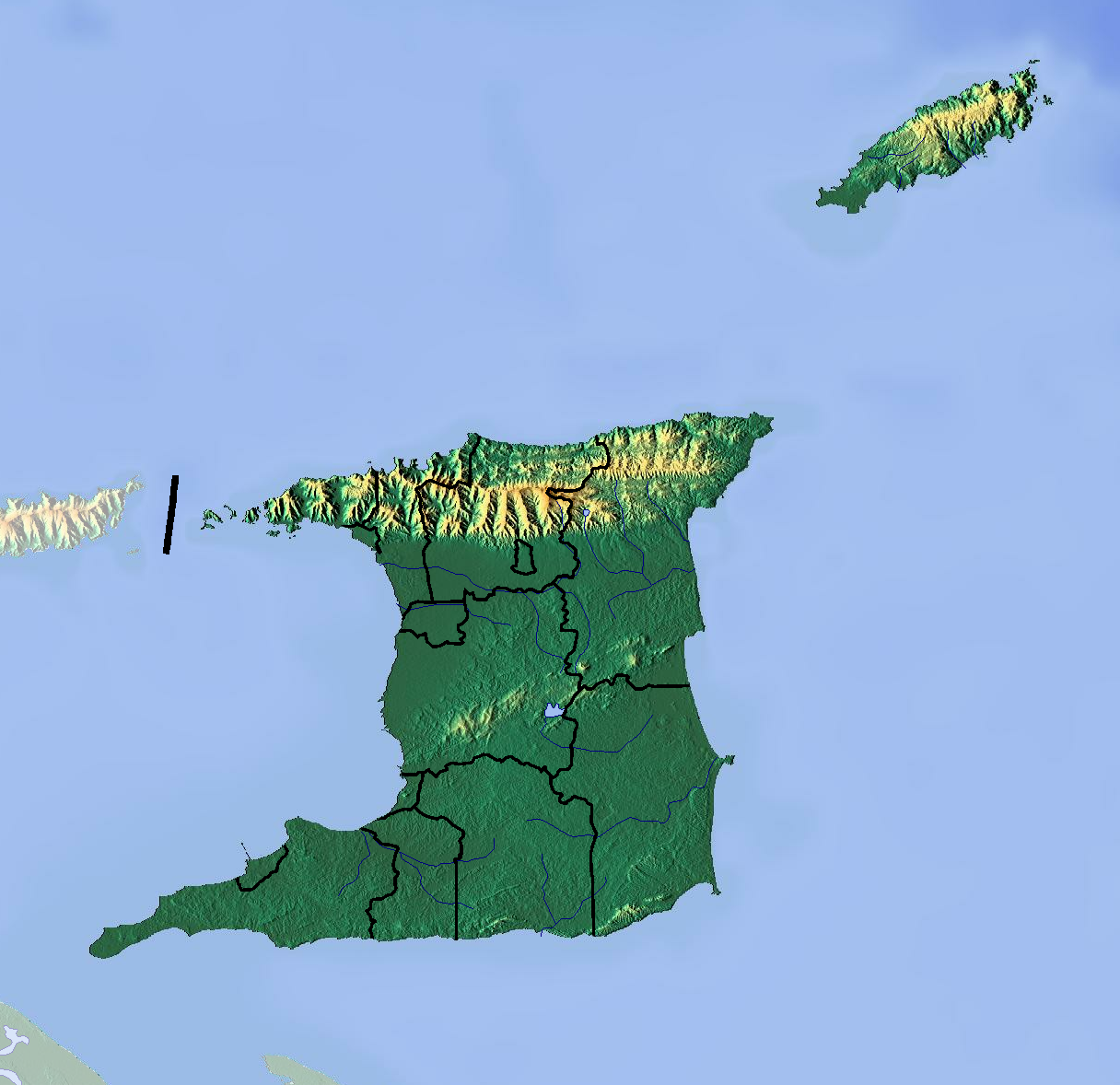
Die Bergkette Northern Range im Norden der Insel Trinidad entspricht ihrem ungefähren Verbreitungsgebiet.

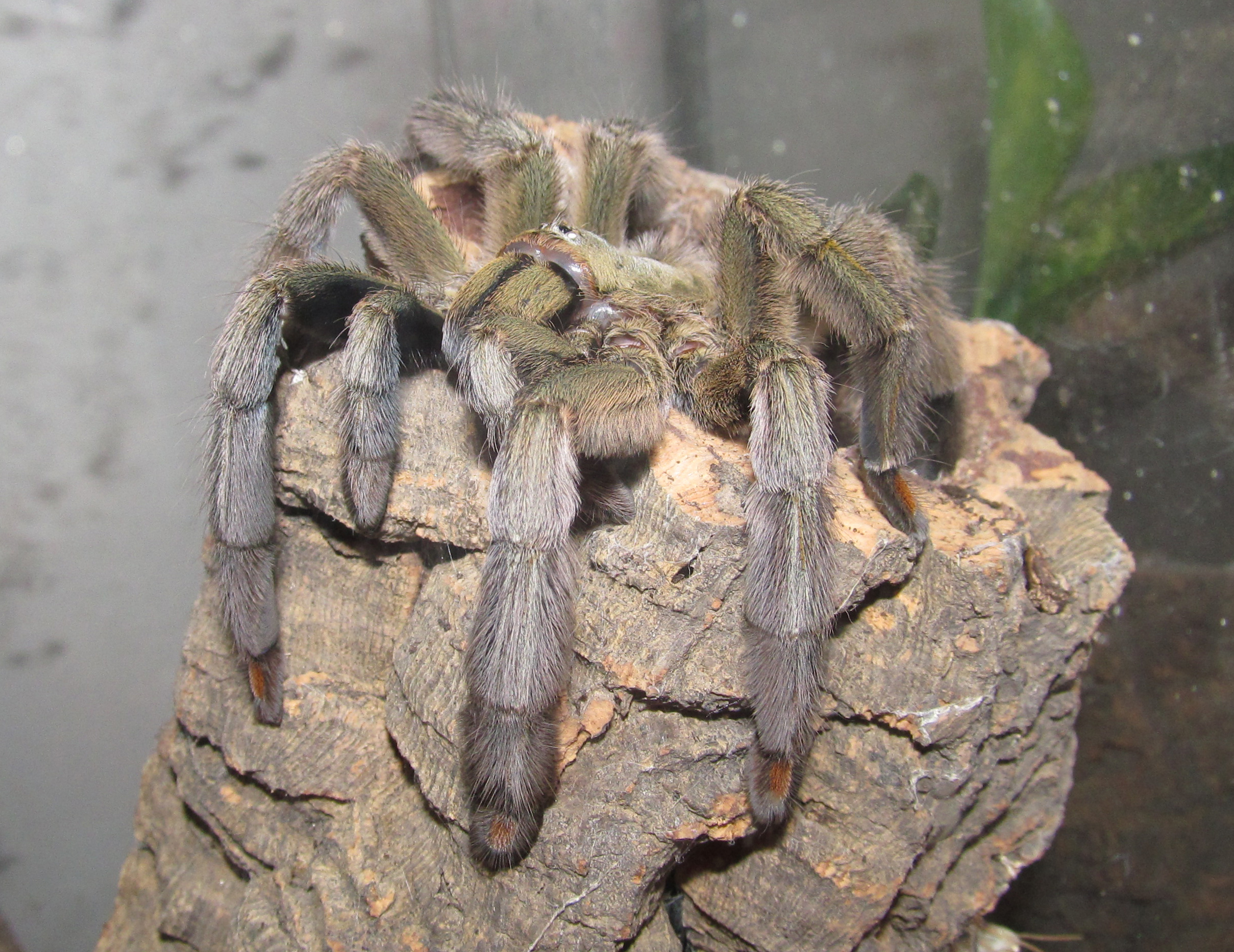
Psalmopoeus cambridgei, Weibchen auf der Lauer

Die Spinnen kommen in den Wäldern der nördlichen Bergkette Northern Range in Trinidad vor. Dort herrschen ganzjährig Temperaturen um die 30 °C. Die Luftfeuchtigkeit ist sehr hoch und sinkt während einer trockenen Phase von Dezember bis Mai nur unwesentlich auf 75 % ab. Sie lebt in Astlöchern, in Baumspalten oder in den Zwischenräumen von größeren gefalteten Blättern, die sie mit Spinnenseide zu einer ca. 20 Zentimeter langen Wohnröhre auskleidet. Bei der Wahl der Behausung ist diese Spinnenart nicht wählerisch. Peter Klaas berichtet darüber, dass auch schon eine große Anzahl in Bohrlöchern für ein Straßenbauprojekt in Trinidad gefunden wurde. Bei einer kanadischen Expedition im Dezember 2004 wurde ein Exemplar als Kulturfolger in einem zerfallenen Gebäude gefunden. In natürlicherem Areal finden sich einige Exemplare an beschatteten Straßenhängen mit einem lehmigen und steinigen Untergrund. Sie kommen häufig in Koexistenz mit anderen mygalomorphen Spinnen, wie Trichterspinnen vor. Psalmopoeus cambridgei gräbt an diesen Orten keine Höhlen, sondern spinnt ihre Wohnröhren getarnt in der Vegetation an Oberflächennähe.
In den Abend- und Nachtstunden sitzen die Tiere vor den Wohnröhren und lauern auf Beute. Sie legen häufig ihre Beine parallel zur Körperlängsachse, sehr wahrscheinlich, um kleiner zu erscheinen und visuell mit dem Untergrund zu verschmelzen. Bei drohender Gefahr, beziehungsweise bei starken Erschütterungen, ziehen sie sich sehr schnell in die schützenden Wohnröhren zurück. Wenn der Rückzug nicht möglich ist, laufen sie sehr schnell den Baumstamm hinunter, um im Unterholz zu verschwinden, oder sie lassen sich fallen und flüchten so schnell in das nächste Versteck. Während des Tages verstecken sich die Tiere in den Wohnröhren.
Die Paarung verläuft normalerweise friedlich. Das Weibchen produziert nach einer erfolgreichen Paarung einen Kokon, der zwischen 80 und 150 Eier enthält. Manchmal hängt das Weibchen den Kokon mit einem Faden an die Wand der Wohnröhre. Die Larven sind etwa fünf Millimeter lang. Das ist im Vergleich zu den Larven anderer Vogelspinnenarten relativ lang. Die Jungtiere schlüpfen nach etwa acht Monaten und wachsen bei genügend Nahrung sehr schnell und erreichen innerhalb von zwei Monaten eine Beinspannweite von bis zu vier Zentimetern.
Ausgewachsene Männchen leben nach der Reifehäutung noch maximal drei Jahre. Ausgewachsene Weibchen haben dagegen noch eine restliche Lebenserwartung von ungefähr zwölf Jahren.

## Merkmale
Die Tiere in der freien Wildbahn haben einen grünlichen Schimmer, der den Exemplaren in Gefangenschaft (Terrarienhaltung) meistens fehlt. Das Weibchen wird sechs bis sieben Zentimeter lang (von den Beißklauen bis zu den Spinnwarzen). Mit Beinspannweiten bis 15 Zentimeter ist es die bisher größte Art innerhalb der Gattung Psalmopoeus. Die Oberseite des Körpers und der Extremitäten ist mit grauen, gelblichen Haaren bedeckt. Die Linien auf den Gliedern bestehen aus helleren, weißlichen Haaren. Die Spinnen haben einen rötlichen bis bräunlichen Fleck auf der Oberseite der Tarsen und einen Streifen mit der gleichen Farbe auf den Metatarsen. Die Oberfläche des Carapax und der Coxas ist schokoladenbraun gefärbt und hat je nach Lichteinfall einen grünlichen Schimmer. Die langen Haare auf den Gliedern sind gelblich gefärbt und die Haarbüschel auf der Unterseite der Beißklauen haben eine blutrote Farbe. Auf der Oberseite des Opisthosomas befindet sich ein dunkles Band. Von diesem Band entspringen quer verlaufende Streifen. Auf dem Opisthosoma befinden sich keine Brennhaare, wie diese sonst bei vielen Vogelspinnenarten des amerikanischen Doppelkontinentes vorkommen. Die Tarsen und Metatarsen sind breit und ermöglichen so eine arboreale (baumbewohnende) Lebensweise.
Das Männchen ist kleiner. Es gleicht in der Färbung dem Weibchen, ist aber einheitlicher bräunlich gefärbt. Es sieht dem Männchen von Psalmopoeus irminia sehr ähnlich. Die Musterung auf dem Opisthosoma zeigt sich vor allem kurz nach der Reifehäutung und verblasst mit der Zeit.
Die Jungtiere haben eine schwarze Grundfärbung. Die Metatarsen sind hellbraun bis rötlich gefärbt. Auf dem Opisthosoma zeigt sich eine gezackte Musterung aus hellbraunen bis rötlichen Flächen. Die Zeichnung erinnert an das Erwachsenstadium der verwandten Art Psalmopoeus irminia.
Der Carapax ist ein wenig länger als breit. Er ist ein wenig kürzer als die Gesamtlänge von Patella und Tibia des vierten Laufbeinpaares. Das Sternum ist oval. Es ist einiges länger als breit.

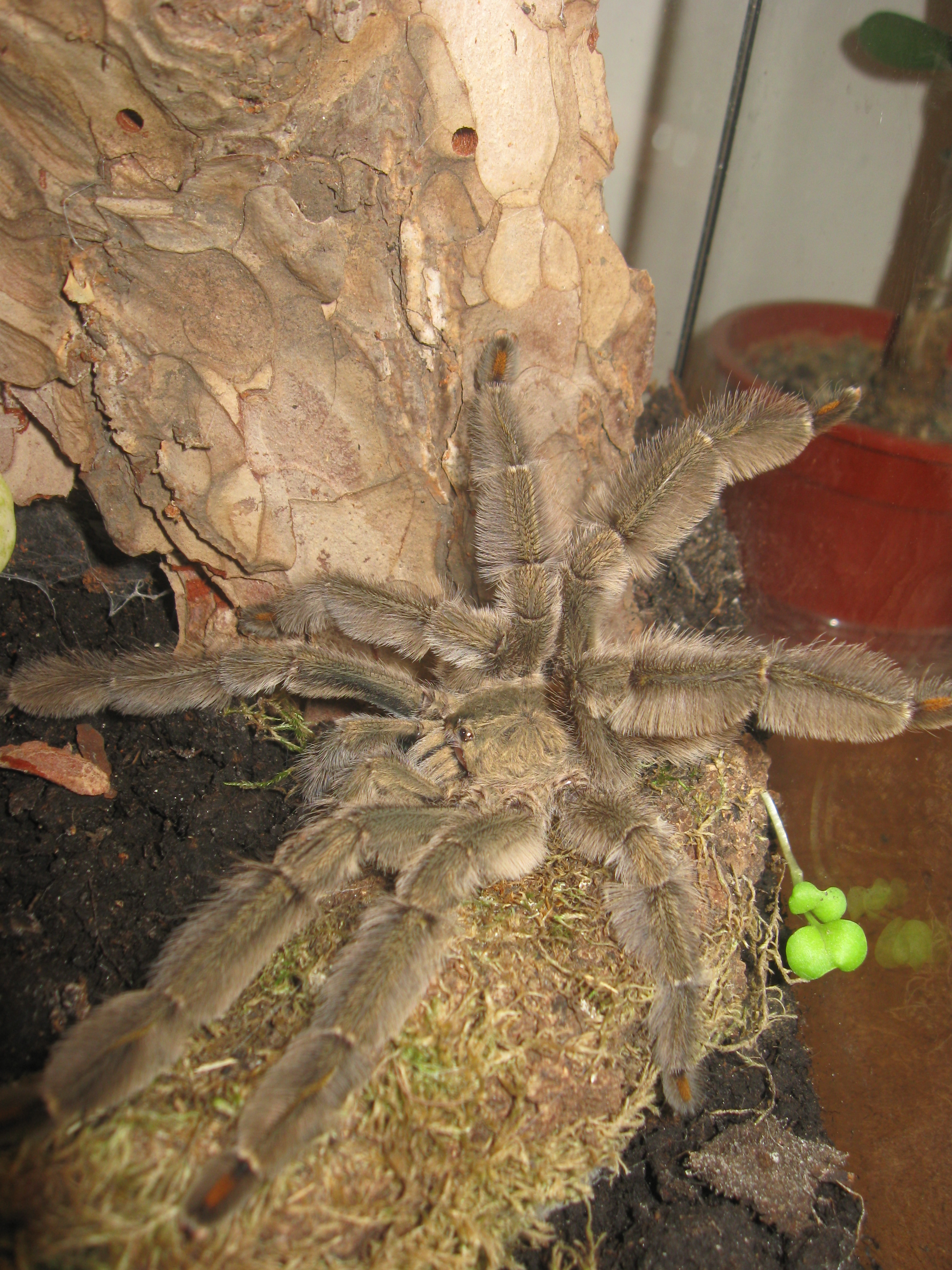
Männchen
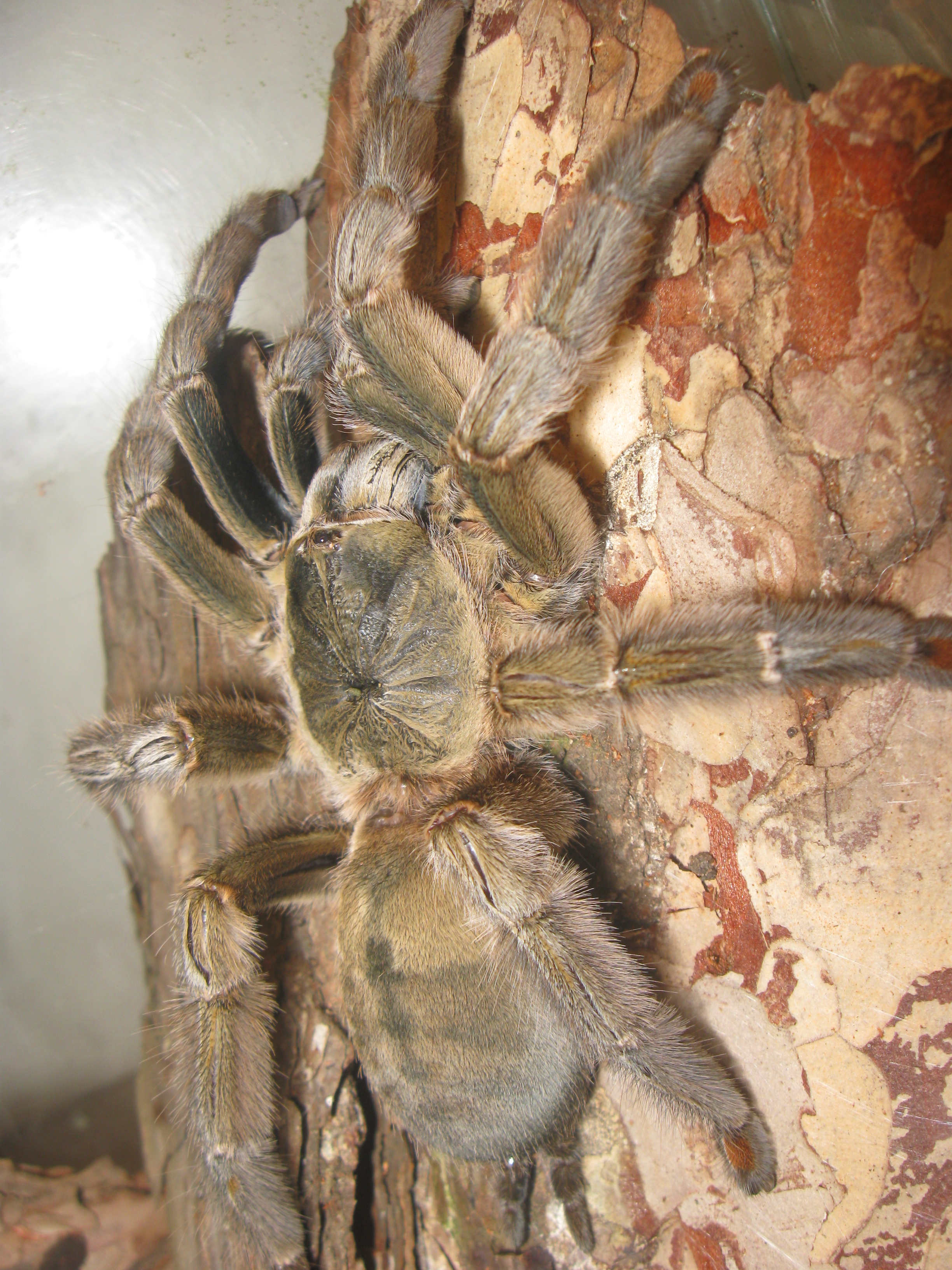
Weibchen
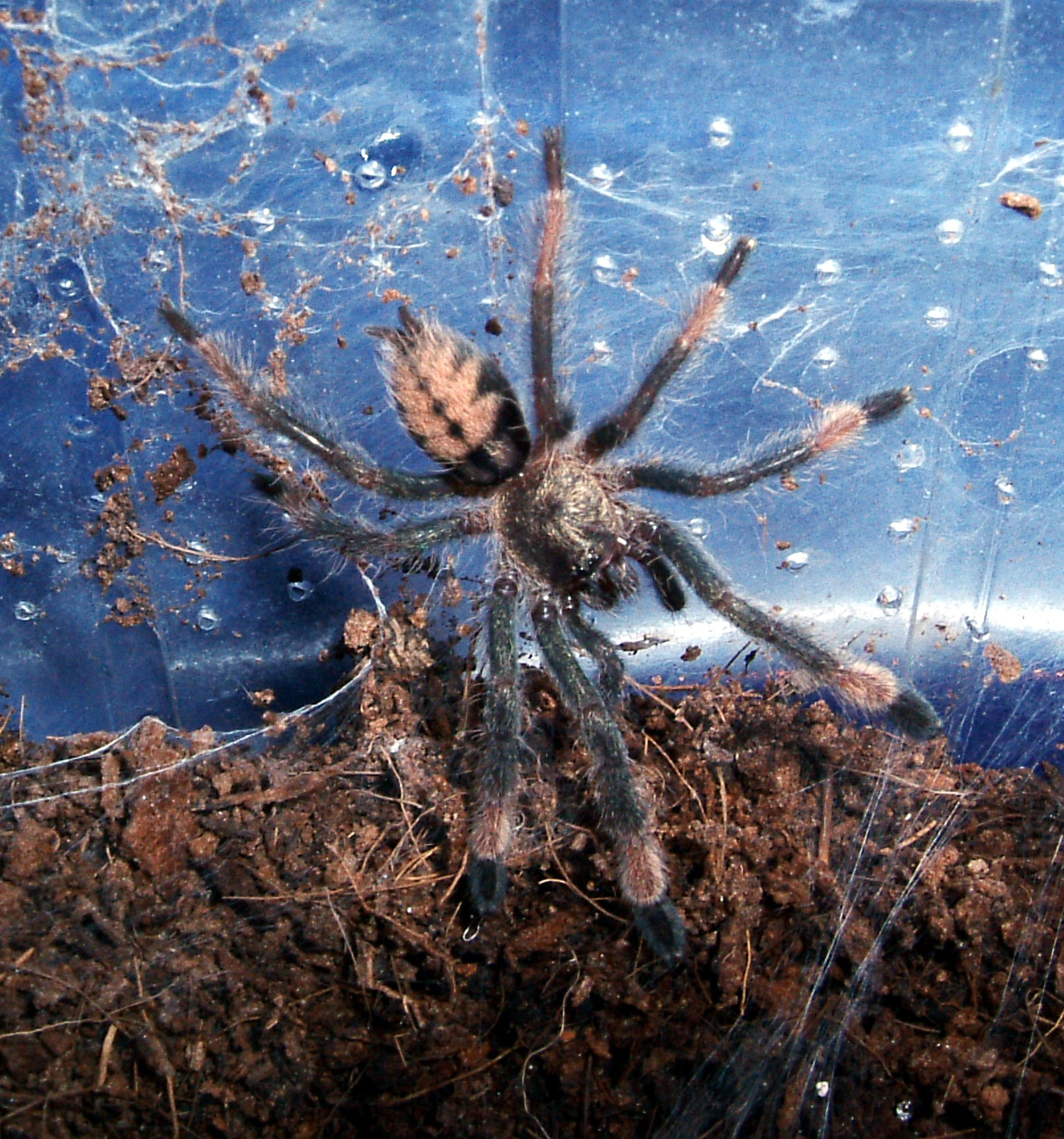
Jungtier in der zweiten Fresshaut
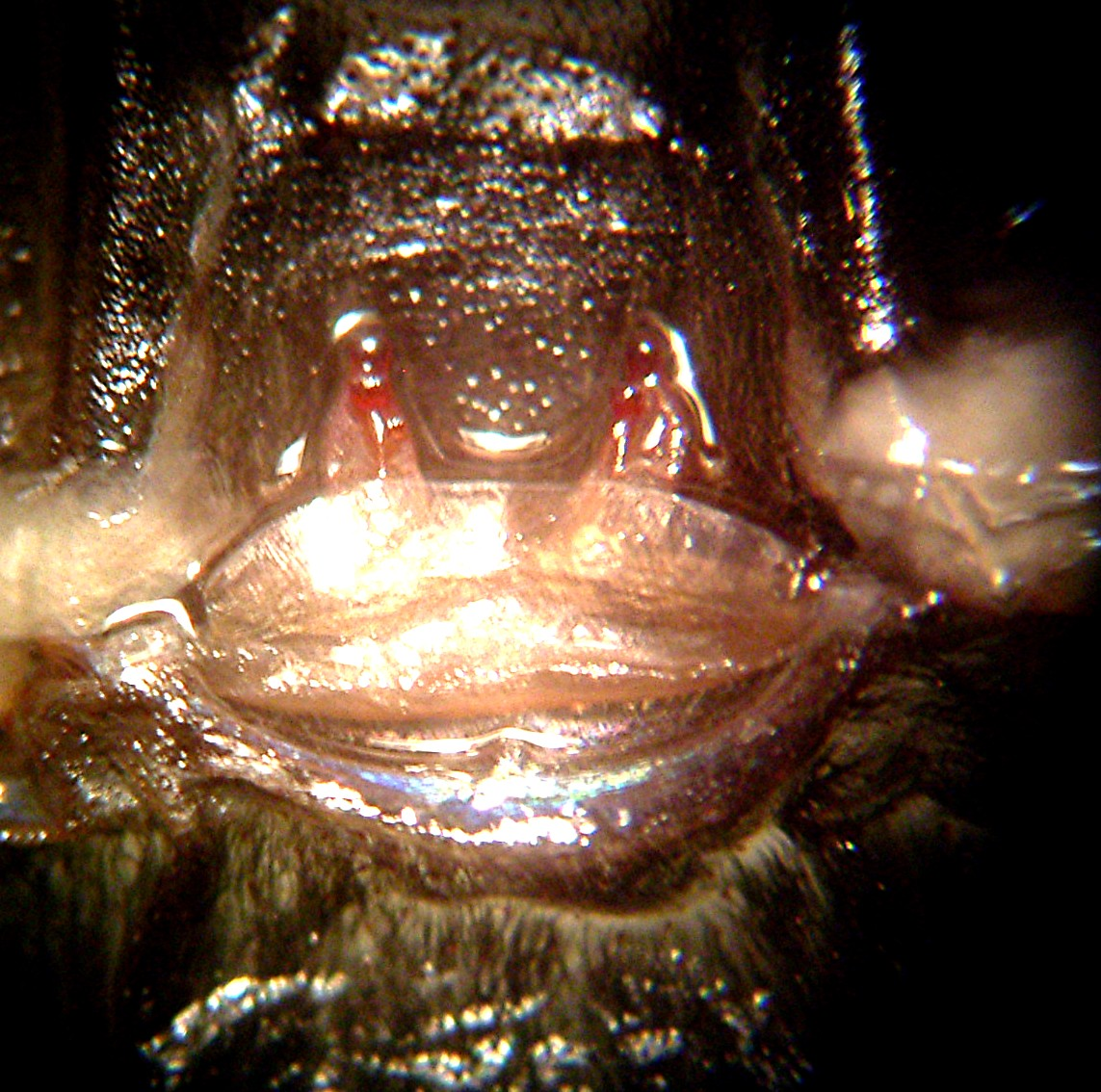
Receptaculum seminis des Weibchens
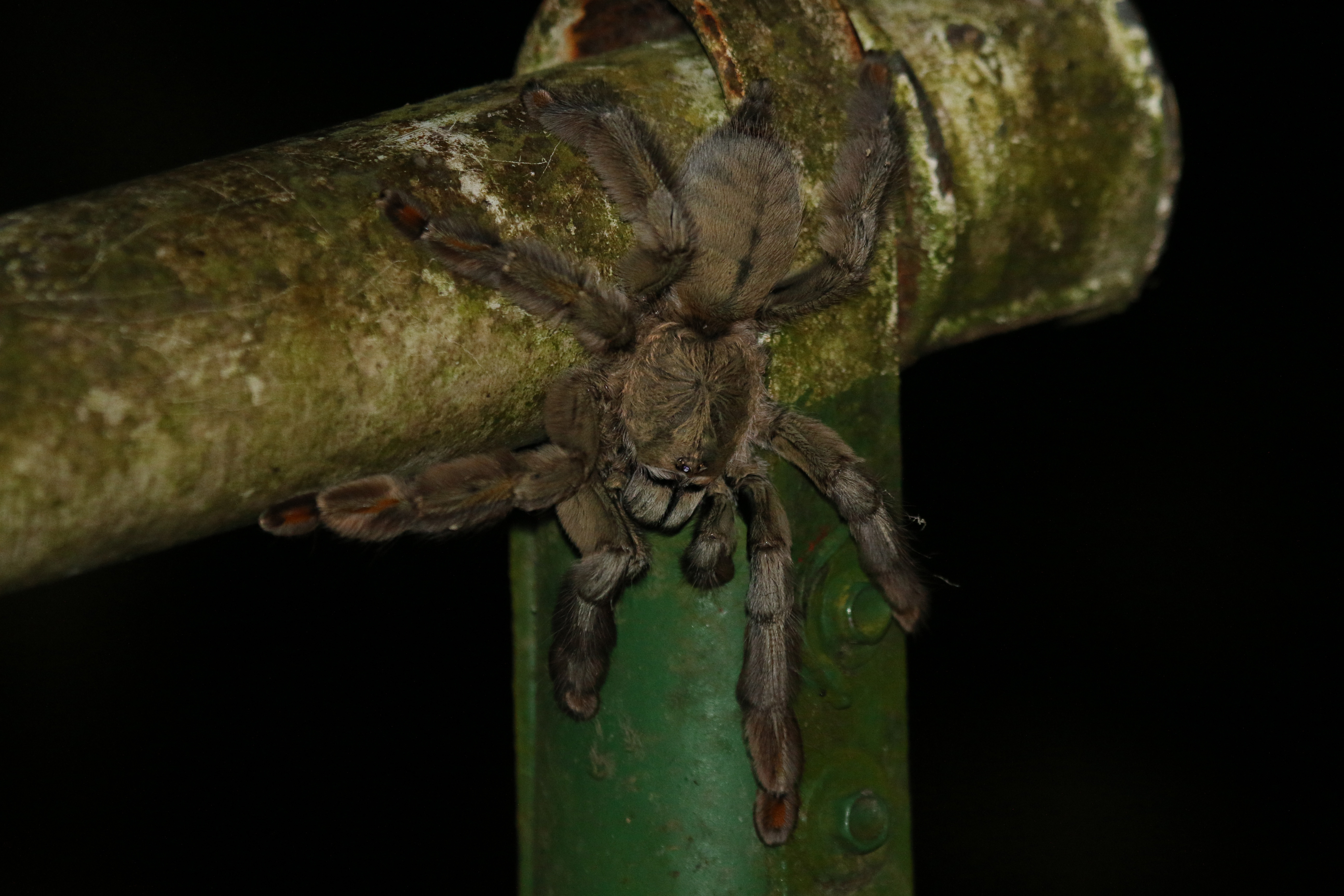
Ein wildlebendes Weibchen in Trinidad

## Gift

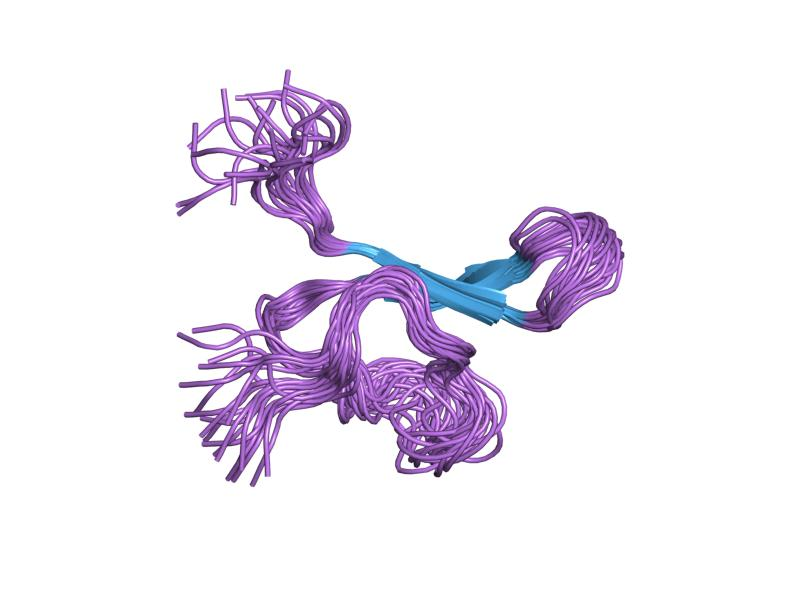
Superposition mehrerer möglicher Strukturen des Spinnengiftes Psalmotoxin I. Die Auffächerung insbesondere der Enden (Termini) zeigt an, dass diese Bereiche sehr flexibel sind.

Die Wirkung des Giftes Psalmotoxin und der Vanillotoxine von Psalmopoeus cambridgei auf den menschlichen Körper wurde untersucht. Psalmotoxin I besteht aus 40 Aminosäuren, darunter sechs Cystein-Reste, die dem Peptid durch drei Disulfidbrücken eine sehr kompakte und stabile Grundstruktur geben. Aus dieser Grundstruktur ragen drei Loops, der N-Terminus sowie der C-Terminus heraus. Das Peptid zeigt in der Wirkungsweise Gemeinsamkeiten mit Capsaicin, einem Alkaloid, das den Schärfereiz von Chilischoten und verwandten Arten ausmacht. Es wird spekuliert, ob das Gift nicht nur die Funktion hat, Beute zu lähmen oder zu töten, sondern dass die Wirkung auf Schmerzrezeptoren auch eine Verteidigungsmaßnahme gegen Fressfeinde (größere Säugetiere und Vögel; allgemein Wirbeltiere) darstellt. Sowohl Psalmotoxin als auch Capsaicin aktivieren die TRPV1-Rezeptoren von Nervenzellen, nutzen dabei aber wahrscheinlich unterschiedliche Mechanismen. Dadurch wäre erklärbar, warum Psalmotoxin auch gegen Vögel wirkt, wohingegen Capsaicin bei diesen keinen Reiz auslöst.